# Ana Vidović
Ana Vidović (nascuda el 8 de novembre de 1980) és una guitarrista clàssica ; originària de Croàcia, ara resideix als Estats Units. Antiga nena prodigi, ha guanyat diversos premis i concursos internacionals arreu del món.

## Biografia
Vidović va néixer a Karlovac, Croàcia. Va començar a tocar la guitarra com nena prodigi als cinc anys, inspirada en el seu germà Viktor. També és germana del pianista de concerts Silvije Vidovic. El seu pare tocava la guitarra elèctrica. Vidović va començar a actuar als vuit anys; als 11 anys actuava internacionalment; als 13 anys es va convertir en l'estudiant més jove en assistir a la prestigiosa Acadèmia de Música de Zagreb, on va estudiar amb el professor Istvan Romer .
La reputació de Vidović a Europa li va comportar una invitació a estudiar al conservatori Peabody de Baltimore, Estats Units (amb Manuel Barrueco), en la qual es va graduar el maig del 2005. Ha viscut als Estats Units des de llavors, on també treballa com a tutora privada.
Vidović toca una guitarra Jim Redgate en exclusiva i ha dit: "Quan la vaig aconseguir i vaig començar a tocar amb ella, de seguida vaig saber que aquest era l'instrument que vull estar tocant durant molt de temps". Ha llançat sis CD publicats per Croatia Records, BGS i Naxos i ha llançat dos DVDs publicats per publicacions de Mel Bay .
Vidović ha guanyat diversos premis i concursos, inclosos primers premis a la competició internacional Albert Augustine a Bath, Anglaterra, a la competició Fernando Sor de Roma, Itàlia i a la competició Francisco Tárrega a Benicasim, Espanya. Altres premis destacats inclouen el concurs Eurovision Young Musicians, el concurs Mauro Giuliani a Itàlia, el Printemps de la Guitare a Bèlgica i les audicions internacionals Young Concert Artists a Nova York. El Gramòfon va remarcar la seva "destresa extraordinària".

## Discografia
CDs
- Ana Vidovic, Croatia Records, 1994
- Ana Vidović - Guitar, BGS Records (BGCD 103), 1996
- The Croatian Prodigy, BGS, 1999
- Guitar Recital, Naxos Laureate Series (8.554563), 2000
- Ana Vidovic Live!, Croatia Records, 2001
- Federico Moreno Torroba Guitar Music Vol. 1, Naxos (8.557902), 2007

Vídeos
- Mel Bay Presents – Ana Vidovic – Guitar Virtuoso, Mel Bay Publications Inc. (MB21186DVD), 2005
- Mel Bay Presents – Ana Vidovic – Guitar Artistry In Concert, Mel Bay Publications Inc. (MB21991DVD), 2009
- Recuerdos de la Alhambra de Francisco Tàrrega.[5]